# Lepidostoma reductum
Lepidostoma reductum is een schietmot uit de familie Lepidostomatidae. De soort komt voor in het Oriëntaals en het Palearctisch gebied.